# Laevicalvatella
Laevicalvatella es un género de foraminífero bentónico de la Subfamilia Glandulininae, de la Familia Glandulinidae, de la Superfamilia Polymorphinoidea, del Suborden Lagenina y del Orden Lagenida. Su especie-tipo es Barnardina thanetana. Su rango cronoestratigráfico abarca el Thanetiense (Paleoceno superior).

## Discusión
Laevicalvatella ha sido propuesto como sustituto de Barnardina, que ha sido considerado homónimo posterior de Barnardina Kalantari, 1970. Clasificaciones previas incluían Laryngosigma en la Superfamilia Nodosarioidea.

## Clasificación
Laevicalvatella incluye a la siguiente especie:
- Laevicalvatella thanetana †